# Машината на времето (филм)
„Машината на времето“ (на английски: The Time Machine) е американски научнофантастичен филм от 2002 г., адаптация на Джон Логан от едноименния роман от 1895 г. на Хърбърт Уелс. Саймън Уелс, правнукът на писателя, режисира филма. Участват Гай Пиърс, Саманта Мумба, Орландо Джоунс, Марк Ади и Джеръми Айрънс, както и Алън Янг с малка роля, актьорът от стария филм.